# Jimmy Jackson
Jimmy Jackson, ameriški dirkač Formule 1, * 25. julij 1910, Indianapolis, Indiana, ZDA, † 24. november 1984, ZDA.
Jimmy Jackson je pokojni ameriški dirkač, ki je med leti 1946 in 1954 sodeloval na ameriški dirki Indianapolis 500, ki je med letoma 1950 in 1960 štela tudi za prvenstvo Formule 1. Najboljši rezultat je dosegel na dirki leta 1954, ko je zasedel petnajsto mesto. Umrl je leta 1984.